# 베를린 안할트역
베를린 안할트역(Berlin Anhalter Bahnhof)역은 베를린 프리드리히스하인크로이츠베르크구 크로이츠베르크에 있는 베를린 남북 S반선의 철도역이다. 제2차 세계 대전 이전까지는 베를린에서 독일 중부와 남부, 오스트리아 및 이탈리아로 운행하는 열차가 종착하는 베를린의 주요 장거리역이었다. 제2차 세계 대전 당시 연합군의 폭격으로 역 대부분이 파괴되었다. 1952년까지는 장거리 열차가 계속 운행했으며, 1959년부터 1961년까지 반대에도 불구하고 지상 역사가 철거되었다. 남아 있는 부분은 과거 지상역의 전면부 일부와 지하 S반역이다.

## 위치
베를린 크로이츠베르크 지구 서쪽, 포츠담 광장 근처에 있는 슈트레제만슈트라세(Stresemannstraße)와 아스카니셔 플라츠(Askanischer Platz) 인근에 있다. 초대 역사 건물은 베를린 관세벽(Akzisemauer)의 안할트문(Anhalter Tor) 인근에 있었으며 베를린-할레선 철도를 운영했던 베를린-안할트 철도회사(Berlin-Anhaltische Eisenbahn-Gesellschaft)에서 종착역으로 건설했다. 안할트선이라는 명칭은 이 노선이 베를린에서 안할트 대공국을 연결함을 의미한다. 역 일대의 도로명은 안할트 지역의 도시에서 따 왔다.

## S반역

### S반 지하역 개통
베를린 남북 S반선 개통 이후 1939년 10월 9일 S반 지하역이 개통했다. 역사 설계는 리하르트 브라데만(Richard Brademann)이 담당했다. 쥐트크로이츠 및 쇠네베르크에서 오는 열차는 동쪽 승강장, 남북 S반선에서 오는 열차는 서쪽 승강장에서 처리하는 구조로 건설되었다. 역 남쪽으로 인상선 2선이 설치되어 있다.
1937년에 제안된 세계수도 게르마니아 계획에서 남북 S반의 중요성이 부각되면서 남북 S반선 터널 남부 구간의 설계가 여러 차례 변경되면서 북부 구간보다 공사가 지연되었다. 1936년 당시에 건설된 지하 S반역의 북쪽도 개축되어야 했으며, 터널 구조물 및 지하 입체교차 시설물이 게르마니아 계획에 포함된 동서간 S반 건설에 따라서 개축되었다. 그 결과 1번선은 괴를리츠역에서 오는 동서간 S반 열차 전용으로 변경되었고, 남북 S반선 열차는 2번선만 사용하게 되었다. BVG에서는 1986년 1번선을 유치선으로 개축했다.
안할트역 이남 구간은 여러 차례로 나뉘어 개통했다.
- 1939년 10월 9일: 반제 방면 노선 개통
- 1939년 11월 6일: 파페슈트라세(현 쥐트크로이츠) 방면 노선 개통
- 1940년 12월 19일: 안할트 지하역과 장거리역 환승 통로 개통

1930년대 말 시대상에도 불구하고 근대 건축으로 지어졌다. 지하 S반역은 평면형 천장으로 건설되었다. 사각형 기둥이 총 3열로 배치되어 있으며, 2열은 각각 승강장, 1열은 선로 중앙에 설치되어 있다. 역사 외벽은 53 cm×32 cm 크기의 불투명 유리로 마감되었고, 기둥은 녹색 유리로 마감되었다. 역 외장재에 사용된 유리 면적은 총 4000 m²이다.

### 제2차 세계 대전 이후
1945년 5월 란트베어 운하 폭파 이후 남북 S반선이 침수되면서 1946년 6월 2일까지 S반 영업이 중단되었다. 이 기간에는 S반 열차가 포츠담 순환선역에 종착했다. S반 터널의 침수 피해 복구 이후 프리드리히슈트라세 방면 S반 열차가 안할트역 지하 승강장에 다시 정차했다. 이후 구간은 단계별로 복구되었다.
- 1945년 7월 27일: 반제 방면 열차 재개통
- 1945년 8월 15일: 리히터펠데 쥐트 방면 열차 재개통
- 1945년 9월 21일: 랑스도르프 방면 열차 재개통
- 1947년 11월 15일: 남북 S반선 영업 재개

1984년 1월 9일 베를린교통공사에서 서베를린 S반 영업권을 양도받은 후 리히텐라데발 열차는 안할트역 종착으로 변경되었다. 시민들의 항의가 이어지자 1984년 5월 1일부터 프리드리히슈트라세 경유 게준트브루넨까지 운행이 재개되었다. 1985년 2월 1일부터는 반제 방면 S반 운행이 재개되었다. 1995년 5월 28일부터 리히터펠데 오스트 방면 열차 운행이 재개되었고, 2005년에는 리히터펠데 쥐트에서 텔토 슈타트까지 연장되었다.

### S반역 개보수공사
1950년대 말에 S반 역사 개보수공사가 진행되었다. 역사 외벽이 교체되었고, 천장이 다시 칠해졌고, 조명 시설이 개선되었다. 베를린 남북 S반선 터널 개보수공사가 진행되면서 1991년 8월 18일부터 1992년 3월 1일까지는 이 역 이북으로 열차가 운행하지 않았다.
2004년 8월 10일 DB 480 전동차가 안할트역 2번선에서 전소되었다. 열차 기관사, 역 직원, S반 열차에 탑승하고 있었던 소방관의 도움으로 모든 승객이 안전하게 탈출할 수 있었다. 사고 대처 과정에서 승강장 남쪽에서 이어지는 계단을 템포드롬 건설 이전까지는 지상으로 바로 연결되도록 연장했다. 2004년 12월 23일까지 화재 사고 정리를 위해서 모든 열차가 무정차 통과했다. 방화 기준에 따라서 개선 공사를 하면서 북부 출입구가 다시 개통되었고, 남부 출입구는 추가로 1년간 더 공사가 진행되었다. 화재 16개월 후인 2005년 12월 20일이 되어서야 역 영업이 완전히 재개되었다. 원래 계획은 2005년 7월까지 완공할 예정이었으나 설계 사무소의 파산으로 인하여 지연되었다. 화재 사고 이후로 DB 480 전동차는 베를린 남북 S반선으로 운행하지 않는다.
2007년 초에는 천장 및 출입구 보수공사가 진행되었다. 방화 공사에는 약 250만 유로가 투입되었고, 이 중 150만 유로는 5000 m² 규모의 천장, 51만 유로는 템포드롬 방면 출입구 건설에 사용되었다.
2016년 8월부터 1인 승무를 위한 ZAT-FM이 도입되었다.

## 화물역

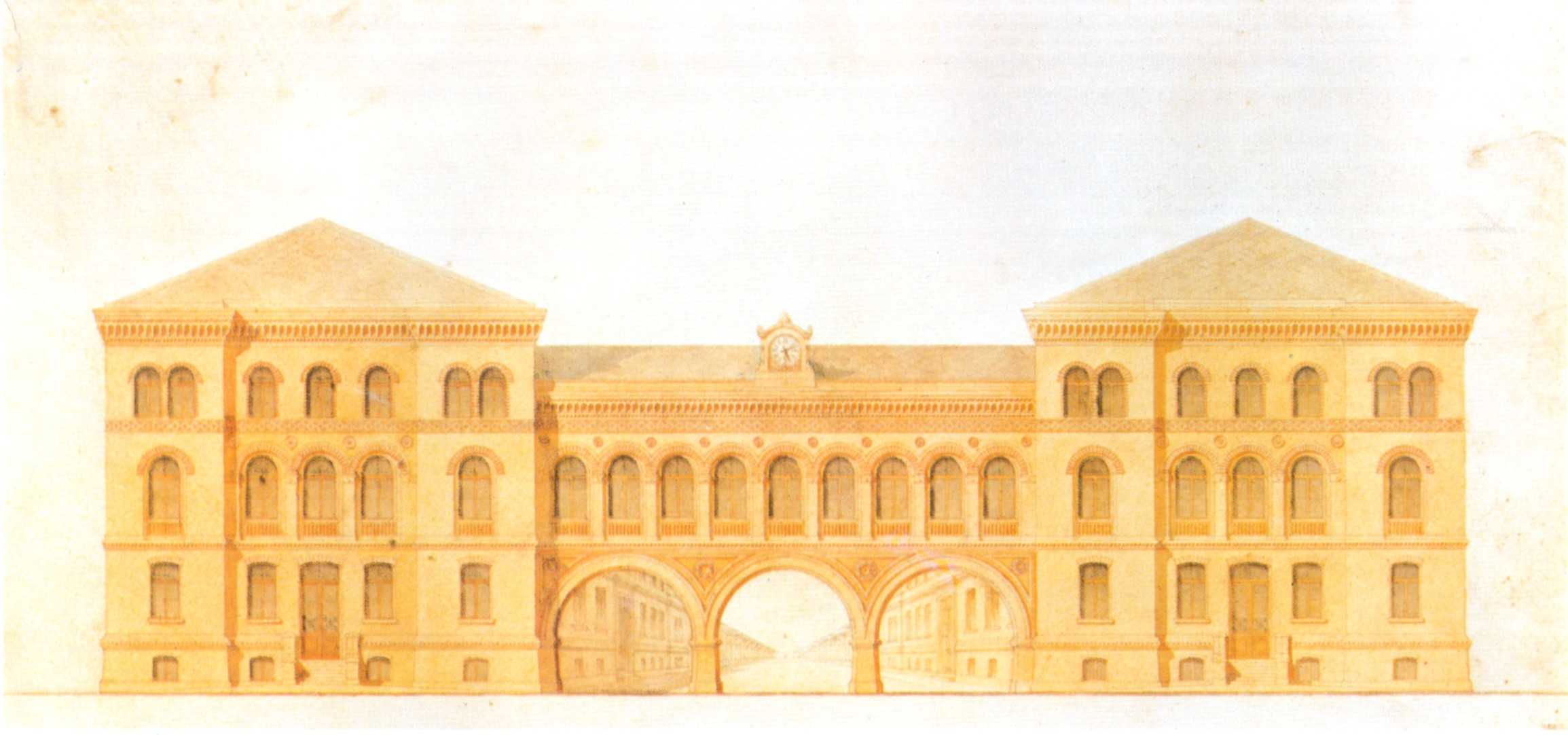
화물역 전면도

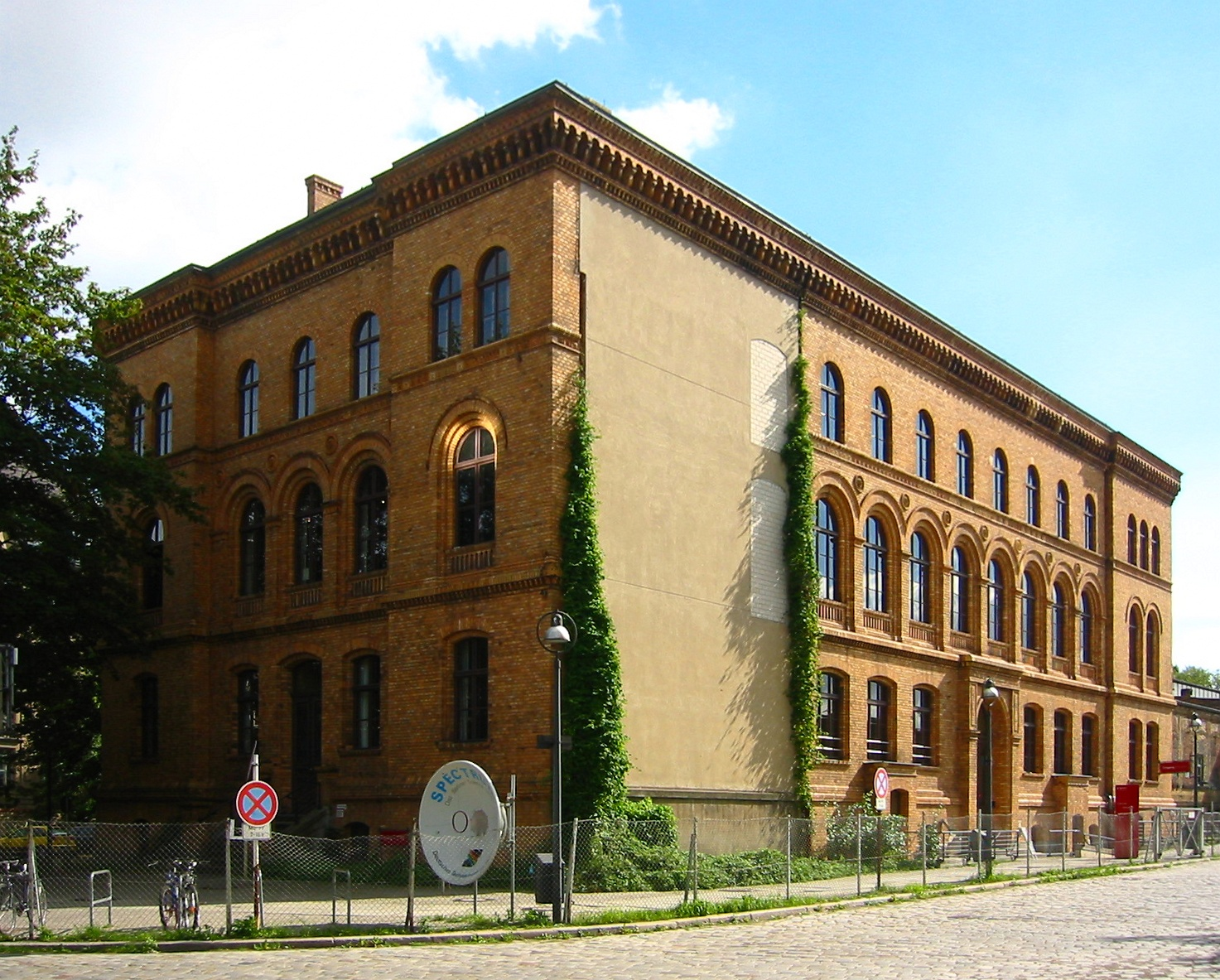
화물역 동측 건물

안할트 화물역(독일어: Anhalter Güterbahnhof)은 장거리역 남쪽에 위치한 별도의 역이었으며, 서쪽으로는 포츠담 화물역, 북쪽으로는 글라이스드라이에크역, 란트베어 운하, 동쪽으로는 뫼케른슈트라세(Möckernstraße), 남쪽으로는 요르크슈트라세(Yorckstraße)로 둘러싸여 있다. 포츠담 화물역 부지와 합쳐서 베를린 템펠호프 공항과 비슷한 규모로 도심을 단절하고 있었다. 동서간으로는 800 m, 남북간으로는 최소 800 m, 최대 1200 m 규모로 조성되어 있었다. 도시 계획을 담당했던 제임스 호브레히트(James Hobrecht)는 1862년 도시 계획안에서 크로이츠베르크와 샤를로텐부르크를 잇는 직선 대로를 뷜로슈트라세(Bülowstraße)와 그나이제나우슈트라세(Gneisenaustraße)를 따라서 건설하려고 했다. 그러나 1870년대와 1880년대에 란트베어 운하 이남으로 철도 부지가 확장되면서 계획이 변경되어야 했다. 철도 부지 남쪽 400 m에 요르크슈트라세를 개설하여 우회해야 했고, 도로 상에도 약 500 m 길이의 철교 45개를 건설하여 단절된 철도를 이었다. 안할트선의 사실상 고가화와 요르크슈트라세 철교는 1880년에 개통된 신 안할트역과 동시에 건설되었다.

### 역사

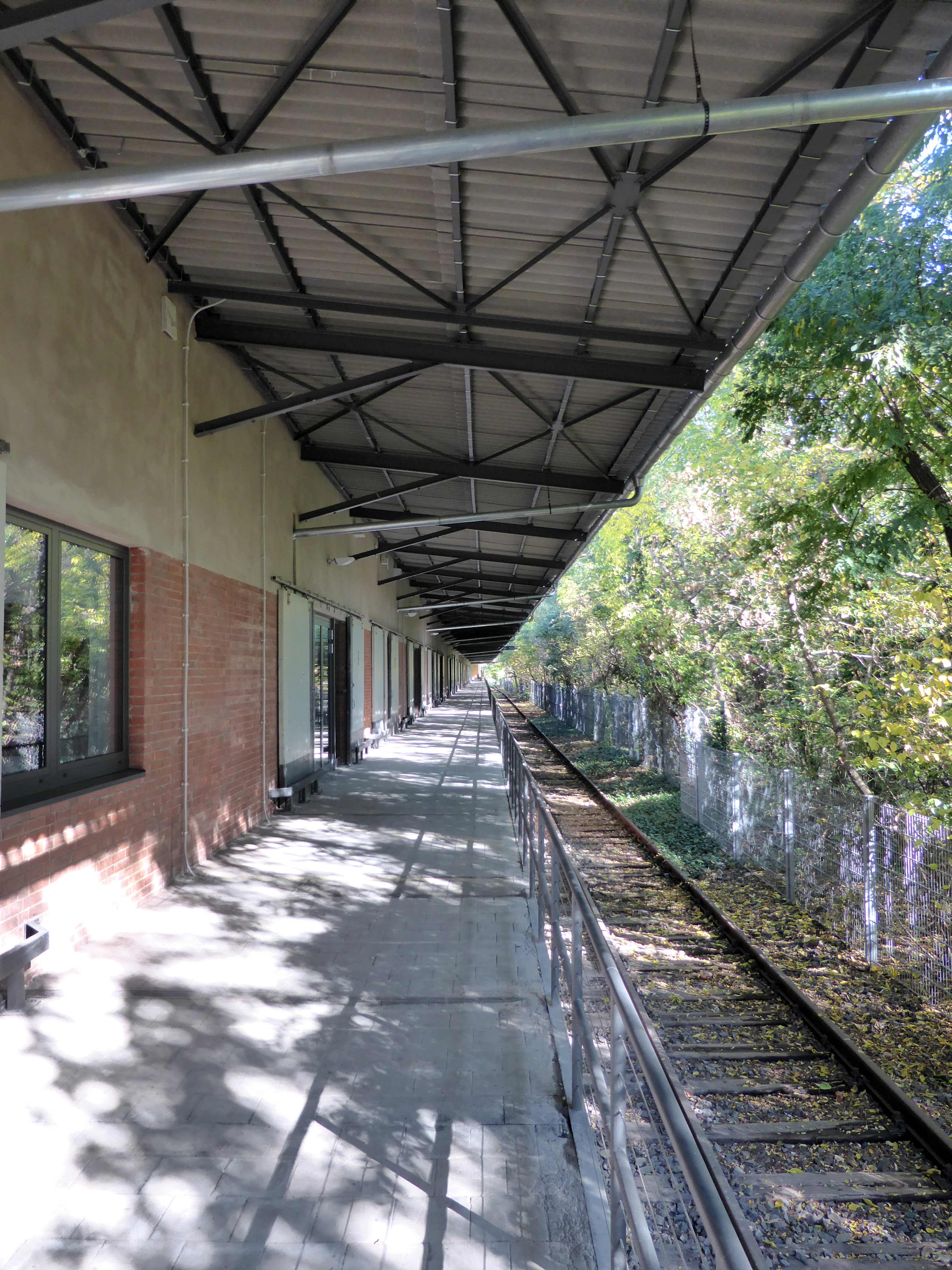
독일 기술박물관 구내에 있는 과거 안할트 화물역 연결선

안할트 화물역 역사는 장거리역을 설계했던 프란츠 슈베흐텐(Franz Schwechten)이 설계했으며, 1871년부터 1874년까지 건설되었다. 3층 건물 2개 동으로 건설되었고, 320 m 길이의 화물 야적장 및 운송장 북쪽에 건설되었다. 각각 동은 지상 연결통로를 통해서 연결되었다. 역사 외벽은 장거리역과 유사한 형태로 마감되었다.
제2차 세계 대전 당시 역사 대부분이 파괴되었다. 서쪽 건물은 1959년에 파괴되었고, 건물간 지상 연결 통로는 U7 뫼케른브뤼케역-요르크슈트라세역 연장 구간을 건설하면서 철거되었다. 남아 있는 건물은 대칭형으로 건설되었던 건물의 동쪽 부분이다. 1980년대 말까지 과거 화물역의 일부 선로가 사용되었다가, 사용 중단 이후에는 잡초만 자라고 있었다. 요르크슈트라세 일대에 건설된 요르크철교만이 당시 화물역의 규모를 예상하게 한다.
독일 기술박물관이 안할트 화물역의 동부 건물을 과학관으로 개축하고 과거 화물 야적장을 자동차 및 기타 전시관으로 개축한 후, 화물역의 서쪽 건물 및 연결 통로 재건축이 제안된 적이 있었다. 2009년 9월 초 독일 기술박물관에서는 과거 화물 야적장을 임시로 개방하여 부지 재건축이 시작되었음을 홍보했다.
2001년부터 2007년까지는 건물 중심부에 Pomp, Duck & Circumstance 레스토랑이 임시로 영업한 적이 있었다.
2006년 남부 부지 공원화 공모전이 개최된 후, 과거 안할트 및 포츠담 화물역 부지 일부가 2006년 8월 26일부터 26헥타르 규모의 파르크 암 글라이스드라이에크 공원으로 편입되었다. 호브레히트의 원래 설계안에 있었던 대로 구간을 따라서 보행자 도로가 개설되었다. 공원 동부는 2011년 9월 2일, 서부는 2013년 5월 31일에 개장했다.

### 차량기지 Bw Berlin Ahb
화물역 남쪽, 란트베어 운하 남쪽의 장거리선 서쪽 부지에는 Bw Berlin Ahb 차량기지가 있었다. 안할트선과 드레스덴선 장거리 열차 조성을 담당했다. 차량기지에는 전차대 2개소와 원형 기관차고 및 부속 건물이 있었고, 제2차 세계 대전 직전까지 대형 기관차를 유치하기 위해서 계속 확장되었다. 그 결과 유치선이 계속 연장되었고 전차대 역시 확대되었다.
안할트역 차량기지에는 상대적으로 출력이 강력한 기관차가 계속 유치되었다. 고속형 기관차 프로이센 S 10, DR 01 외에도 DR 39 기관차가 유치되어 있었다. 작센 XVIII H, DR 03 등 다른 철도국의 기관차도 회송을 위해서 여기를 경유했다. 1936년부터 1939년까지는 BR 61 유선형 증기 기관차가 견인하는 베를린-드레스덴간 열차가 두 도시를 100분만에 연결했다.
안할트선과 드레스덴선의 근교선 열차(텔토, 루트비히스펠데, 초센 방면)는 안할트역이 아닌 포츠담 순환선 및 근교선역에서 취급했다. 이 노선에 사용된 기관차는 Bw Berlin Pog(포츠담 화물역) 차량기지에서 조성되었다. 안할트역에서는 프로이센 P 8(BR 38.10) 기관차 견인으로 위터보크, 루터슈타트 비텐베르크, 할레, 라이프치히, 드레스덴 방면 열차가 출발했다.
1930년대 중반에는 고속 동차(Schnellverkehrstriebwagen, SVT) 전용 승강장이 요르크슈트라세 남쪽에 건설되었다. 현재 이 승강장은 독일 기술박물관 전시 공간으로 변경되었다.

### 독일 기술박물관으로의 전환

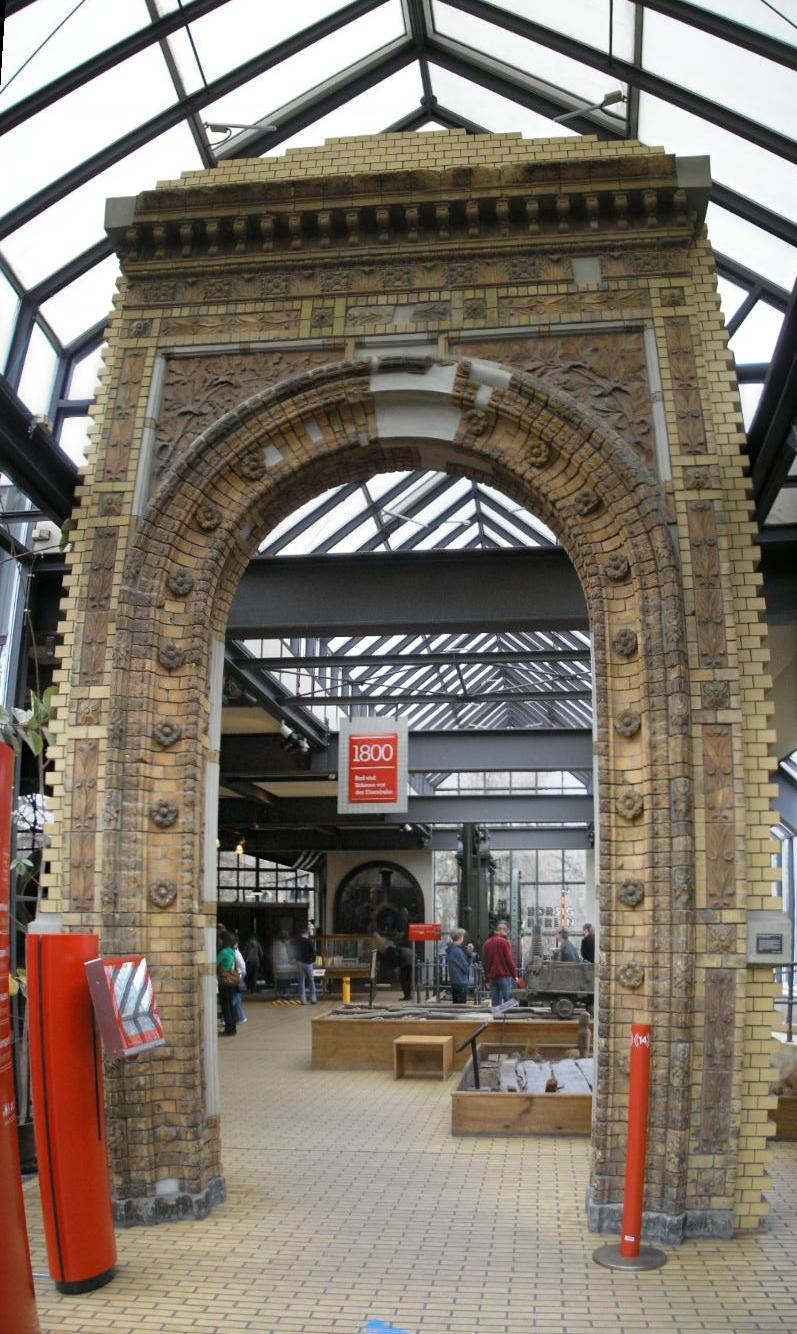
독일 기술박물관에 전시된 역 출입구의 일부

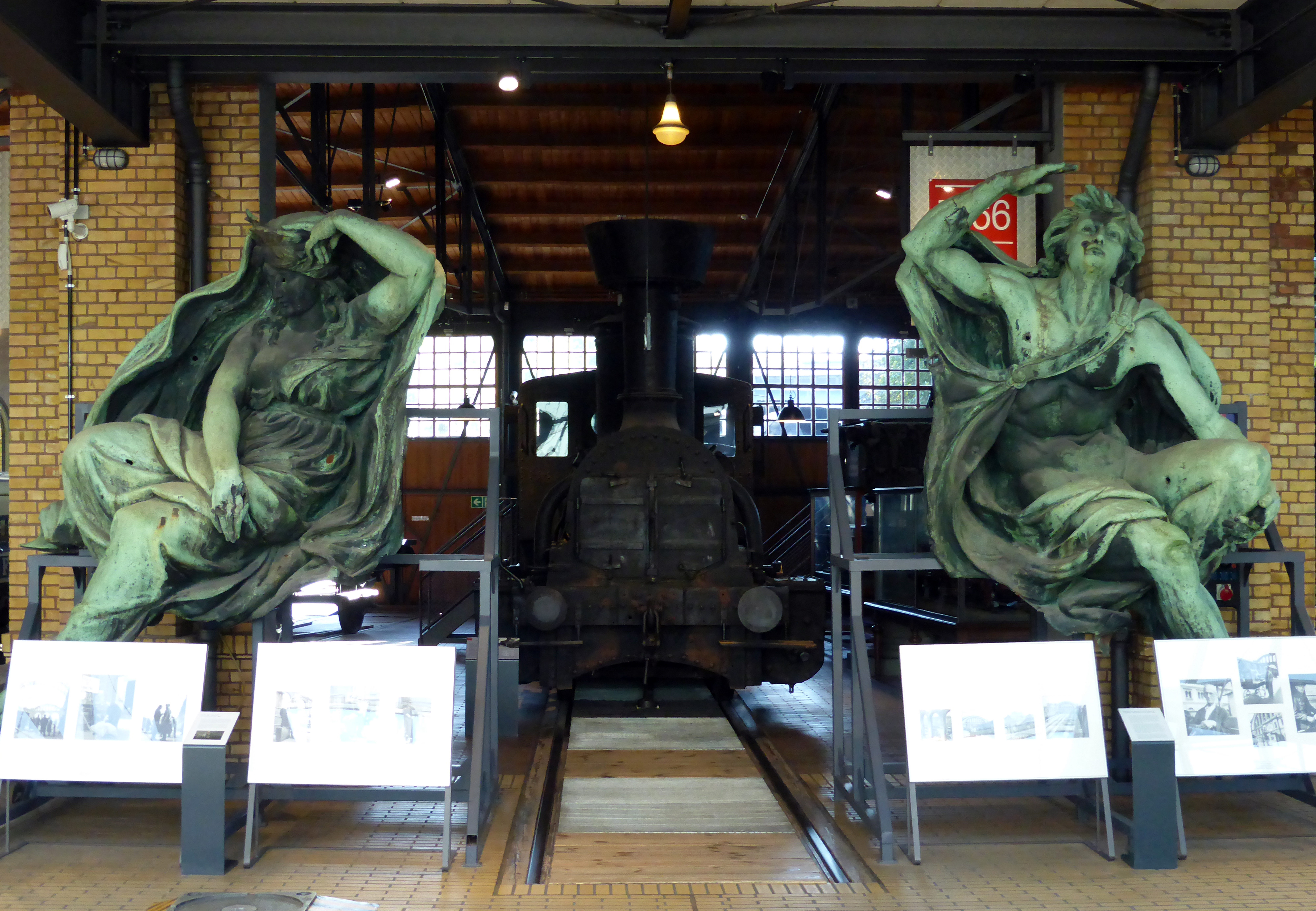
과거 역 출입구에 있었던 동상 Nacht, Tag의 복제본

화물역 부지 북쪽 및 과거 안할트역의 차량기지가 있었던 부지는 1982년에 개관한 독일 기술박물관으로 편입되었다. 폐역 이후 잡초가 무성했던 안할트역 기관차고 및 전차대 부지는 재건축을 통해서 박물관의 철도차량 전시관으로 변경되었다. 이외에도 별도의 기념관(Monumentenhalle) 건물에 추가로 철도차량이 유치되어 있으며, 해당 건물은 9월에만 개방되어 있다. 개방 시기에는 구 차량기지 사이와 기념관 건물 사이에 셔틀 열차가 운행한다.
양쪽 전차대 건물 뒤쪽에 있는 과거 철도원 사택 및 트레비너 슈트라세(Trebbiner Straße)의 건물도 박물관으로 편입되었다. 트레비너 슈트라세와 카날우퍼슈트라세(Kanaluferstraße)가 합쳐지는 지점 근처에는 항공 및 해운 전시관이 신축되었다. 여기에는 베를린 봉쇄 당시 베를린 공수작전에 투입된 더글러스 C-47 스카이트레인 수송기가 전시되어 있다. 안할트 화물역의 동쪽 건물은 과학관으로 개축되었다.
과거 차량기지의 동쪽 대지는 공원으로 조성되었다. 인근에는 풍차가 설치되어 있다.
정태 보존되어 있는 안할트역의 나머지 대합실 건물은 아스카니셔 플라츠의 현관부이다. 독일 기술박물관에는 현관부 일부가 이전되어 전시되었다. 루트비히 브루노(Ludwig Brunow)가 제작했던 낮과 밤을 상징하는 동상은 복제품이 전시되어 있다.

## 승강장
아래 도표의 왼쪽이 서쪽, 오른쪽이 동쪽에 해당한다. 1번선은 남쪽으로만 연결되어 있는 유치선이다.
| 포츠다머 플라츠 ↑                      |
| １２ \| ３４ \|                        |
| ↓그로스괴르셴슈트라세 /↓요르크슈트라세 |

| 1 · 2(A) |                     | 유치선                                                                 |
| 1 · 2(A) | S1 · S2 · S25 · S26 | 첼렌도르프 · 반제 · 리히텐라데 · 블랑켄펠데 · 텔토 슈타트 방면         |
| 3 · 4(B) | S1                  | 포츠다머 플라츠 · 게준트브루넨 · 프로나우 · 오라니엔부르크 방면        |
| 3 · 4(B) | S2 · S25 · S26      | 포츠다머 플라츠 · 게준트브루넨 · 부흐 · 베르나우 · 헤니히스도르프 방면 |

## 인접 철도역
베를린 버스 M29, M41번과 환승 가능하다.
| 베를린 S반                                | 베를린 S반 | 베를린 S반                                     |
| ----------------------------------------- | ---------- | ---------------------------------------------- |
| 포츠다머 플라츠 오라니엔부르크 방면       | S1         | 요르크슈트라세(그로스괴르셴슈트라세) 반제 방면 |
| 포츠다머 플라츠 베르나우 바이 베를린 방면 | S2         | 요르크슈트라세 블랑켄펠데 방면                 |
| 포츠다머 플라츠 헤니히스도르프 방면       | S25        | 요르크슈트라세 텔토 슈타트 방면                |
| 포츠다머 플라츠 블랑켄부르크 방면         | S26        | 요르크슈트라세 텔토 슈타트 방면                |

## 참고 문헌 및 매체
- Das neue Empfangs-Gebäude der Berlin-Anhaltischen Eisenbahn in Berlin. In: Deutsche Bauzeitung, Jg. 13 (1879), S. 11–14, 23–25, 41–42. Digitalisat
- Mythos Berlin. Eine Szenische Ausstellung auf dem Anhalter Bahnhof. Ästhetik & Kommunikation, Berlin 1987, ISBN 3-88245-147-5.
- Rainer Knothe: Anhalter Bahnhof – Entwicklung und Betrieb, Zeugen und Zeugnisse aus über 100 Jahren. EK-Verlag, Freiburg 1997, ISBN 3-88255-681-1.
- Volker Koesling, Florian Schülke: Mensch, Technik! Eine Entdeckungsreise durch die Kulturgeschichte der Technik. Leipzig 2013, ISBN 978-3-7338-0395-7.
- Helmut Maier: Berlin Anhalter Bahnhof. Ästhetik & Kommunikation, Berlin 1984, ISBN 3-88245-108-4.
- Alfred Gottwaldt: Berlin – Anhalter Bahnhof. Alba, Düsseldorf 1986, ISBN 3-87094-226-6.
- Peter Kliem, Klaus Noack: Berlin Anhalter Bahnhof. Ullstein, Berlin 1984, ISBN 3-550-07964-8.
- Raffael Rheinsberg: Anhalter Bahnhof – Ruine oder Tempel. Galerie Giannozzo, Berlin 1980.
- Waltraut Süßmilch: Im Bunker. Ullstein Buchverlage, Berlin 2004, ISBN 3-548-25870-0.
- Lutz Röhrig (2017). 《Der Zollpackhof des Anhalter Bahnhofs》. Berliner Verkehrsblätter. 167 ff.쪽. 2017년 10월 7일에 확인함.
- Der Anhalter Bahnhof. Dokumentarfilm, Deutschland, 2016, 44:05 min, Buch und Regie: Eva Röger, Produktion: astfilm productions, rbb, Reihe: Geheimnisvolle Orte, Erstsendung: 24. Mai 2016 (Wiederholung: 6. April 2021) im rbb Fernsehen, Inhaltsangabe von rbb.